# Canal de la Costa
El Canal de la Costa (en alemany Küstenkanal) és un via navegable alemanya que connecta l'Ems a Dörpen amb el riu Hunte a Oldenburg. Connecta la conca de l'Ems amb la conca del Weser terra endins i és més o menys paral·lel a la costa del Mar del Nord de ponent a llevant.
Es va construir entre 1922 i 1935. És va profitar parcialment un canal anterior, el canal Hunte-Ems que es va construir entre 1855 i 1893. Aquest petit canal amb un calat de no gaire més que 1,2 metres, era principalment pensat per al transport de torba, aleshores una activitat econòmica força important. Des de l'inici del segle XX es parla d'una modernització per poder acceptar vaixells i empenyedors de classe Va (longitud 110 m, fins 3000 tones), però la inversió no sembla una prioritat del govern federal.

## Connecta amb
- El port de Bremen via el riu Hunte i el Weser
- El Port d'Emden via l'Ems i el Canal Dortmund-Ems a Dörpen